# Liste der Schutzgebiete in der Region Apulien
Diese Aufstellung listet alle offiziell ausgewiesenen Schutzgebiete in Natur- und Landschaftsschutz (wie z. B. Naturschutzgebiete, Landschaftsschutzgebiete, Nationalparks etc.) in der italienischen Region Apulien auf (Stand 11. November 2014). Die Aufstellung folgt der Common Database on Designated Areas der Europäischen Umweltagentur (EEA).
| EUAP- Nummer | Gebietstyp              | Gebietsname                                                                           | CDDA- Sitecode | IUCN- Kategorie | Fläche in ha | Koordinate                       | Jahr der Ausweisung | Bild |
| ------------ | ----------------------- | ------------------------------------------------------------------------------------- | -------------- | --------------- | ------------ | -------------------------------- | ------------------- | ---- |
| EUAP0852     | Nationalpark            | Parco nazionale dell'Alta Murgia                                                      | 390445         | II              | 68033        | 40° 59′ 22,5″ N, 16° 22′ 1″ O    | 2004                |      |
| EUAP0005     | Nationalpark            | Parco nazionale del Gargano                                                           | 63641          | II              | 118144       | 41° 46′ 51,5″ N, 15° 50′ 0,1″ O  | 1991                |      |
| EUAP0099     | Naturschutzgebiet       | Riserva naturale Il Monte                                                             | 15366          | IV              | 130          | 41° 24′ 20,9″ N, 15° 58′ 32″ O   | 1982                |      |
| EUAP0097     | Naturreservat           | Riserva naturale Falascone                                                            | 31170          | Ia              | 48           | 41° 48′ 24,5″ N, 15° 59′ 6,8″ O  | 1971                |      |
| EUAP0111     | Naturreservat           | Riserva naturale Sfilzi                                                               | 31171          | Ia              | 56           | 41° 51′ 22,2″ N, 16° 1′ 15,4″ O  | 1971                |      |
| EUAP0101     | Naturreservat           | Riserva naturale Isola Varano                                                         | 31173          | Ia              | 145          | 41° 54′ 52,8″ N, 15° 44′ 17,5″ O | 1977                |      |
| EUAP0098     | Naturreservat           | Riserva naturale Foresta Umbra                                                        | 31174          | Ia              | 399          | 41° 47′ 29,8″ N, 15° 41′ 27,5″ O | 1977                |      |
| EUAP0100     | Naturreservat           | Riserva naturale Ischitella e Carpino                                                 | 31175          | Ia              | 299          | 41° 51′ 33,2″ N, 15° 54′ 22,5″ O | 1977                |      |
| EUAP0109     | Naturschutzgebiet       | Riserva naturale Palude di Frattarolo                                                 | 6069           | IV              | 257          | 41° 34′ 11,7″ N, 15° 52′ 13,1″ O | 1980                |      |
| EUAP0104     | Naturschutzgebiet       | Riserva naturale Le Cesine                                                            | 6070           | IV              | 349          | 40° 21′ 7,2″ N, 18° 20′ 21,3″ O  | 1980                |      |
| EUAP0102     | Naturschutzgebiet       | Riserva naturale Salina di Margherita di Savoia                                       | 5947           | IV              | 3871         | 41° 24′ 1,7″ N, 16° 2′ 37,9″ O   | 1977                |      |
| EUAP0112     | Naturreservat           | Riserva naturale Stornara                                                             | 14675          | Ia              | 1456         | 40° 29′ 39,5″ N, 16° 59′ 17,3″ O | 1977                |      |
| EUAP0106     | Naturschutzgebiet       | Riserva naturale Masseria Combattenti                                                 | 15364          | IV              | 82           | 41° 26′ 8,9″ N, 15° 57′ 9,3″ O   | 1980                |      |
| EUAP0107     | Naturreservat           | Riserva naturale Monte Barone                                                         | 31176          | Ia              | 124          | 41° 44′ 38,9″ N, 16° 7′ 57″ O    | 1977                |      |
| EUAP0110     | Naturreservat           | Riserva naturale San Cataldo                                                          | 31177          | Ia              | 28           | 40° 22′ 50,6″ N, 18° 18′ 21,7″ O | 1977                |      |
| EUAP0103     | Naturschutzgebiet       | Riserva naturale Lago di Lesina (parte orientale)                                     | 31183          | IV              | 930          | 41° 54′ 7,6″ N, 15° 32′ 26,4″ O  | 1981                |      |
| EUAP0108     | Naturreservat           | Riserva naturale Murge Orientali                                                      | 5963           | Ia              | 733          | 40° 41′ 32,3″ N, 17° 13′ 17,6″ O | 1972                |      |
| EUAP1075     | Naturschutzgebiet       | Riserva naturale statale Torre Guaceto                                                | 178832         | IV              | 1000         | 40° 42′ 15,4″ N, 17° 47′ 3,3″ O  | 2000                |      |
| EUAP1188     | Naturschutzgebiet       | Parco naturale regionale Bosco Incoronata                                             | 390475         | IV              | 1873         | 41° 22′ 24,6″ N, 15° 36′ 2,5″ O  | 2006                |      |
| EUAP0225     | Naturschutzgebiet       | Parco naturale regionale in località Lama Balice                                      | 161987         | IV              | 497          | 41° 6′ 55,9″ N, 16° 44′ 7,2″ O   | 1992                |      |
| EUAP0580     | Landschaftsschutzgebiet | Parco naturale regionale Salina di Punta della Contessa                               | 390494         | V               | 1697         | 40° 36′ 0,9″ N, 18° 0′ 52,6″ O   | 2002                |      |
| EUAP0683     | Landschaftsschutzgebiet | Parco naturale regionale Bosco e Paludi di Rauccio                                    | 390478         | V               | 1593         | 40° 27′ 51,4″ N, 18° 9′ 46,3″ O  | 2002                |      |
| EUAP0894     | Naturschutzgebiet       | Parco naturale regionale Terra delle Gravine                                          | 390477         | IV              | 27910        | 40° 37′ 0,3″ N, 17° 5′ 5,2″ O    | 2005                |      |
| EUAP1167     | Landschaftsschutzgebiet | Parco naturale regionale Porto Selvaggio e Palude del Capitano                        | 390476         | V               | 1122         | 40° 10′ 35,7″ N, 17° 56′ 49,9″ O | 2006                |      |
| EUAP1191     | Landschaftsschutzgebiet | Parco naturale regionale Isola di Sant'Andrea e litorale di Punta Pizzo               | 390474         | V               | 698          | 40° 0′ 30,6″ N, 18° 0′ 52,7″ O   | 2006                |      |
| EUAP1192     | Landschaftsschutzgebiet | Parco naturale regionale Costa Otranto - Santa Maria di Leuca e Bosco di Tricase      | 390473         | V               | 3180         | 39° 59′ 43,6″ N, 18° 26′ 14,5″ O | 2006                |      |
| EUAP1193     | Landschaftsschutzgebiet | Parco naturale regionale Dune costiere da Torre Canne a Torre S.Leonardo              | 390472         | V               | 935          | 40° 48′ 11,1″ N, 17° 30′ 57,4″ O | 2006                |      |
| EUAP1194     | Landschaftsschutzgebiet | Parco naturale regionale Litorale di Ugento                                           | 390471         | V               | 1635         | 39° 52′ 25,1″ N, 18° 9′ 52,1″ O  | 2007                |      |
| EUAP1195     | Naturschutzgebiet       | Parco naturale regionale Fiume Ofanto                                                 | 390470         | IV              | 24883        | 41° 10′ 47,4″ N, 15° 55′ 44,7″ O | 2007                |      |
| EUAP0577     | Naturschutzgebiet       | Riserva naturale regionale orientata del Litorale Tarantino Orientale                 | 390528         | IV              | 1113         | 40° 19′ 16,9″ N, 17° 42′ 1,8″ O  | 2002                |      |
| EUAP0579     | Naturschutzgebiet       | Riserva naturale regionale orientata Bosco di Cerano                                  | 390529         | IV              | 986          | 40° 32′ 32,7″ N, 18° 1′ 43,6″ O  | 2002                |      |
| EUAP1132     | Landschaftsschutzgebiet | Riserva naturale regionale orientata Palude del Conte e Duna costiera - Porto Cesareo | 390530         | V               | 878          | 40° 17′ 48,7″ N, 17° 48′ 23,4″ O | 2006                |      |
| EUAP1189     | Naturschutzgebiet       | Riserva naturale regionale orientata Palude La Vela                                   | 390531         | IV              | 116          | 40° 28′ 44,3″ N, 17° 19′ 24,1″ O | 2006                |      |
| EUAP1190     | Naturschutzgebiet       | Riserva naturale regionale orientata dei Laghi di Conversano e Gravina di Monsignore  | 390532         | IV              | 348          | 40° 58′ 6,5″ N, 17° 7′ 16,5″ O   | 2006                |      |
| EUAP0459     | Landschaftsschutzgebiet | Riserva naturale regionale orientata Bosco delle Pianelle                             | 178813         | V               | 1140         | 40° 39′ 6,2″ N, 17° 12′ 53,2″ O  | 1994                |      |
| EUAP0543     | Naturschutzgebiet       | Riserva naturale regionale orientata Boschi di Santa Teresa e dei Lucci               | 390524         | IV              | 1289         | 40° 33′ 23,8″ N, 17° 53′ 49″ O   | 2002                |      |
| EUAP0168     | Naturschutzgebiet       | Riserva naturale marina Isole Tremiti                                                 | 13164          | IV              | 1466         | 42° 7′ 57,7″ N, 15° 31′ 34,2″ O  | 1989                |      |
| EUAP0169     | Naturschutzgebiet       | Riserva naturale marina Torre Guaceto                                                 | 15263          | IV              | 2227         | 40° 43′ 33,1″ N, 17° 48′ 10,3″ O | 1991                |      |
| EUAP0950     | Naturschutzgebiet       | Area naturale marina protetta Porto Cesareo                                           | 13167          | IV              | 16654        | 40° 13′ 47,5″ N, 17° 49′ 33″ O   | 1997                |      |